# 布法羅鎮區 (明尼蘇達州賴特縣)
布法羅鎮區（英語：Buffalo Township）是位於美國明尼蘇達州賴特縣的一個行政鎮區。

## 地方資料
布法羅鎮區的面積為73.24平方千米，當中陸地面積為66.39平方千米，而水域面積為6.85平方千米。根據2020年美國人口普查的數據，當地共有人口1883人，而人口密度為每平方千米25.71人。